# Kavalar
Kavalar je priimek v Sloveniji, ki ga je po podatkih Statističnega urada Republike Slovenije na dan 1. januarja 2010 uporabljalo 64 oseb.

## Znani nosilci priimka
- Jožko Kavalar (*1968), smučarski tekač
- Peter Kavalar (1939--1999), novinar in pisatelj